# Mario Casella (autore)
Mario Casella (Sorengo, 24 giugno 1959) è un giornalista, scrittore e regista svizzero.

## Biografia
Mario Casella, è nato a Sorengo nel Canton Ticino; si è laureato in Lettere all'Università di Ginevra.
Ha frequentato le montagne fin da ragazzo e ha completato la sua formazione come guida alpina nel 1985 UIAGM. Contemporaneamente inizia a lavorare come giornalista per la Radiotelevisione della Svizzera italiana RSI. Ha realizzato servizi e documentari in vari paesi dell’Est europeo, in Afghanistan e Cina, tra gli altri. Dal 1997 al 2000 è stato corrispondente dagli USA per la RSI a Washington.
Dal 2000 ha lavora part-time per la RSI e come freelance in qualità di guida alpina, regista e autore. Ha realizzato documentari e scritto libri sulle sue spedizioni in Himalaya, Caucaso, Carpazi, Ande, Sud America e Alaska, spesso in collaborazione con il regista e alpinista svizzero Fulvio Mariani e la sua società di produzione Iceberg Film .
Dal 2004 al 2007 Mario Casella è stato produttore responsabile del settimanale di informazione Falò della RSI. Nel 2012 ha ideato e realizzato con Fulvio Mariani per la RSI il programma Sottosopra, settimanale dedicato alla montagna e all’avventura. Tra il 2015 e il 2018 ha prodotto una serie di documentari con Fulvio Mariani sulla vita delle popolazioni che vivono tra le montagne distribuite lungo l'antica Via della seta, Le nevi della seta (“Silk snow”).
Dal 2021 lavora come filmmaker freelance, autore e guida alpina. Dopo una serie di libri in cui ha raccontato le terre attraversate nei suoi viaggi, nel 2022 ha pubblicato il suo primo romanzo intitolato Senza Scarpe, già tradotto in tedesco (“Der Wander-fotograf”).
Mario Casella è sposato con Lisa e ha due figli.

## Alpinismo e Spedizioni
- 1982 Spedizione Cordillera Blanca, Nevado Chopicalqui (6354 m) e Nevado Huascaran Sur (6768 m).
- 1986 Ladakh Trekking con la moglie Lisa.
- 1986 Tentativo di una nuova Via in Stile alpino sul Vasuki Parbat in India.
- 1989 Cho Oyu (8201 m) versante tibetano in Stile alpino senza Ossigeno.
- 1989 Tentativo Shisha Pangma, (8027 m – rinuncia al Campo 2 causa maltempo).
- 1994 Picco Lenin (7134 m) con la moglie Lisa.
- 1995 Muztagata (7546 m) con gli Ski.
- 1998 Monte McKinley (6194 m), Via Messner.
- 2002 Gasherbrum IV (7925 m), tentativo prima ripetizione spigolo italiani, rinuncia a 7100 m causa maltempo.
- 2004 Tre settimane con l’esercito pakistano e tre con quello indiano sul conteso ghiacciaio del Siachen con postazioni fino a 7000 m per le riprese del doc Siachen: a war for ice.
- 2006/2007/2008 Tre volte salita con sci e traversata Nord-Sud Elbrus (5642 m).
- 2009 Traversata con gli sci del Caucaso con la guida russa Alexey Shustrov(mille km dal Mar Caspio al Mar Nero).
- 2010 Damavand (5761 m), Salita e discesa con gli sci.
- 2014 Tentativo traversata invernale con sci Afghanistan da Herat al corridoio di Wakhan per il documentario Afghan Winter.
- 2015 Spedizione invernale montagne Tien Shan e Altai per il documentario To the origins of skiing.
- 2016 und 2017 Traversata con gli sci dei Carpazi in inverno da Bratislava alle Porte di ferro in due parti, raccontata nel libro Oltre Dracula.

## Film (Scelta)
- 2002 G4: Una cresta tra passato e guerra, Iceberg Film, RSI. Regia Fulvio Mariani, Mario Casella.
- 2005 Siachen: Una guerra per il ghiaccio, Iceberg Film, RSI. Regia Fulvio Mariani, Mario Casella.
- 2008 Grozny Dreaming, Iceberg Film, RSI. Regia Fulvio Mariani, Mario Casella.
- 2011 bis 2016 Le nevi della seta – The Silk Snow. Iceberg Film, SRG SSR, Arte G.E.I.E. Regia Fulvio Mariani, Mario Casella. Tre parti: Iran, Afghanistan, Kirgistan–China.
- 2016 Gli uomin del Tunnel, RSI. Regia Paul Nicol, Mario Casella.
- 2021. Pandemia, RSI. Regie Philippe Blanc, Mario Casella.

## Libri (Scelta)
- Cime di Guerra, Il Gasherbrum IV nel conflitto tra India e Pakistan, CDA&Vivalda Editori, Torino 2004.
- Gasherbrum IV, Le sommet de tous les dangers, Filigranowa, Lyon 2010.
- Nero-bianco-nero, Un viaggio tra le montagne e la storia del Caucaso, Gabriele Capelli Editore, Mendrisio 2011.
- Calendario verosimile, Racconti, Gabriele Capelli, Mendrisio 2014.
- Il peso delle ombre, Racconti veri o false storie?, Gabriele Capelli, Mendrisio 2017.
- Oltre Dracula, Un cammino invernale nei Carpazi, Ediciclo Editore, Portogruaro 2019.
- Le poids des ombres, Récits véridiques ou histoires mensongères ?, Traduzione Étienne Barilier, Edtitions Slatkine, Genève 2020.
- Senza scarpe, Romanzo biografico, Gabriele Capelli, Mendrisio 2022.
- Der Wanderfotograf, Romanzo biografico. Con Fotos di Roberto Donetta. Prefazione di Guido Magnaguagno. Atlantis Literaturverlag, Zurigo 2023.

## Premi
- 2010: Albert Mountain Award insieme a Fulvio Mariani.[2]
- 2011 Premio Leggimontagna 2011 (Sezione Narrativa) per il libro Nero-bianco-nero.
- 2012 Grand Prix Graz, Berg- und Abenteuerfilmfestival, per il film Siachen – a War for Ice.[3]
- 2013 Premio ITAS (Trento) per il libro Nero-bianco-nero.
- 2016 Prix Vie des hommes al Film festival international de montagne a Autrans per Afghan Winter.
- 2018 Secondo Premio Leggimontagna 2018 per il libro Il peso delle ombre.
- 2019 Premio della Montagna – Cortina d’Ampezzo. Per il libro Oltre Dracula.
- 2020 Filale al Grand Prix du Salon du livre de Passy. Per il libro Le poids des ombres.
- 2020 Finale al Grand Prix du livre de montagne FIFAD – Diablerets. Per il libro Les poids des ombres.